# 蔡命新
蔡 命新（チェ・ミョンシン、채명신、1926年11月27日 - 2013年11月25日 ）は、韓国の陸軍軍人。ベトナム派遣軍最高司令官、初代大韓テコンドー連盟会長、ブラジル大使などを歴任した。
元保健福祉部長官の文太俊は妻の兄。

## 概要
平壌師範学校を卒業して教師として働くが、1947年に越南。1948年、朝鮮警備士官学校第5期卒業、任少尉（軍番10826番）となる。初級将校として1948年の済州島討伐作戦、1949年の太白山地区共匪討伐作戦に参加した。
1950年8月8日、大隊長の林益淳少領と副大隊長の許順五が負傷したため、第21連隊第1大隊長代理。1951年2月に白骨兵団を率いて朝鮮人民軍（北朝鮮軍）の後方でゲリラ活動を指揮して活躍した。同年9月1日、第7師団（師団長：李成佳准将）第5連隊長。1953年5月27日、第20師団（師団長：宋錫夏准将）第60連隊長。
1954年1月に第3軍団作戦参謀となった。同年12月、陸軍本部作戦参謀部作戦課長。1955年、第2訓練所長。1957年8月、第1軍団参謀長、1958年3月に野戦軍司令部作戦参謀となった。1959年4月に第38師団長となり、翌年の1960年4月に第5師団長となった。
朴正煕による5・16軍事クーデターで樹立された軍事政権で幹部として抜擢され、国家再建最高会議監察委員長。1963年、少将。陸軍本部作戦参謀部次長を経て、アメリカに留学。アメリカ陸軍指揮幕僚大学を修了して帰国後は第3管区司令官に赴任。
ベトナム戦争ではベトナム派遣軍最高司令官を務めた。フォンニィ・フォンニャットの虐殺では、韓国軍の犯行をベトコンによるものであるとアメリカ陸軍参謀総長ウィリアム・ウェストモーランド大将に虚偽報告し、またアメリカ軍との間に戦術を巡り衝突を繰り返したが後にアメリカ軍が韓国軍による対ゲリラ戦術を取り入れたことを明言し、ソンミの虐殺を指揮したウィリアム・カリー中尉の行動に「戦争では普通の事である。」との理解を示す発言を行っている。ベトナムから帰国後は第2軍司令官に就任した。
2000年にはベトナム戦争下における数々の事件について、我々は誰にも償いをする必要はないと開き直りの弁を述べている。
一方でテコンドーの普及に広く貢献し、大韓テコンドー協会の初代会長に就任した。またブラジル大使、スウェーデン大使、ギリシャ大使を歴任するなど軍事・外交・文化全面にわたり韓国の躍進に貢献した。
2013年5月25日、死去した。蔡は遺言で将軍墓地でなく兵士墓地に埋葬されることを希望した。